# アントワーヌ・バラール

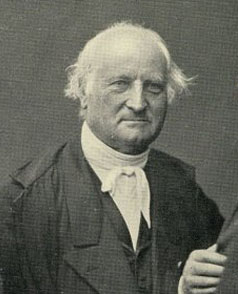
アントワーヌ・バラール

アントワーヌ・ジェローム・バラール（Antoine Jerone Balard, 1802年9月30日 - 1876年3月30日）はフランスの化学者。専門は臭素の諸性質、塩素の諸性質。

## 生涯
1802年9月30日にフランスのモンペリエに生まれる。パリの薬学の学校に進学し、以後、薬剤師としてスタートした。しかし彼は故郷の町に戻り、地元で化学アシスタントとして勤めた。アシスタントと同時にロイヤル・カレッジや薬学校の教授にも就任した。1826年、郷里のかん水について研究中に暗赤色で悪臭のある液体を発見。臭素の発見だった。同年にドイツでもカール・レーヴィヒが独自にこれを発見していたが、バラールは先んじて"Muride"の名で発表した。この研究成果により彼の評判は上がり、1842年にソルボンヌ大学教授となり1851年にはコレージュ・ド・フランスの教授となった。バラールはそのほかにも次亜塩素酸、一酸化塩素の発見もしている。1830年ロイヤル・メダル受賞。
1876年にパリで死去した。

## 参考
- Antoine Jerone Balard